# Silvia Neid
Silvia Neid (Walldürn, 2 mei 1964) is een Duitse voormalige voetbalster en voetbalcoach. Ze won zeven keer het landskampioenschap en zes keer de DFB-Pokal, de Duitse beker. Hiermee is ze een van de meest succesvolle spelers in het Duitse vrouwenvoetbal. Ze was FIFA trainer van het jaar in 2010, 2013 en 2016.

## Carrière
Neid begon haar carrière bij SC Klinge Seckach in 1980. In 1983 ging ze voor SSG 09 Bergisch Gladbach spelen en won ze in 1984 zowel het landskampioenschap als de Duitse beker. In 1985 verruilde ze deze club voor TSV Siegen waar ze tot het einde van haar spelerscarrière bleef spelen. Met deze club werd ze zes keer landskampioen en won ze vijfmaal de DFB-Pokal.
Ze kwam 111 keer uit voor het nationale elftal, waarmee ze driemaal Europees kampioen werd. In 1995 behaalde ze de tweede plaats in het wereldkampioenschap.
In 1996 stopte Neid als speelster en werd assistent trainer bij het Duitse vrouwenelftal. In 2005 werd ze bondscoach van het vrouwenelftal. Als bondscoach won ze onder anderen een wereldkampioenschap, tweemaal het Europees kampioenschap, goud en brons op de Olympische spelen.

## Erelijst

### Clubspeelster
- Bundesliga: 1984, 1987, 1990, 1991, 1992, 1994, 1996
- DFB-Pokal: 1984, 1986, 1987, 1988, 1989, 1993

### Duits elftal (speelster)
- Europees kampioenschap: winnaar 1989, 1991, 1995
- Wereldkampioenschap: 2e plaats 1995

### Duits elftal (trainster)
- Olympische Zomerspelen: bronzen medaille: 2008, gouden medaille: 2016
- Wereldkampioenschap: winnaar 2007
- Europees kampioenschap: winnaar 2009, 2013
- Wereldkampioenschap voetbal vrouwen onder 19: winnaar 2004
- Europees kampioen onder 19: winnaar 2000, 2001, 2002
- Algarve Cup: winnaar 2006, 2012, 2014

## Onderscheidingen
- FIFA trainer van het jaar: 2010, 2013, 2016

- Gemeinsame Normdatei: 1061068099
- Virtual International Authority File: 312620126
- WorldCat: E39PBJpYpxqWk9XMpCRGfgfQbd